# تئودور (ساتراپ)
تئودور یکی از مقامات رومی سده ششم و ساتراپ سوفاننا در زمان امپراتوری آناستاسیوس یکم بیزانس بود. در سال ۵۰۲ هنگامی که شاهنشاه قباد یکم ساسانی ارتش خود را به محاصره مرکز استان سیلوان هدایت کرد، تئودور و مردم محلی بدون جنگ تسلیم او شدند. تئودور با توجه به این تسلیم شدن و به دلیل اهدا کردن مبلغی که برای ۲ سال در سوفاننا مالیات جمع شده بود به شاهنشاه، به عنوان ساتراپ منطقه باقی ماند.